# Brynów

Các quận của Katowice. 11 là Brynów - Osiedle Zgrzebnioka và 12 là Brynów - Załęska Hałda

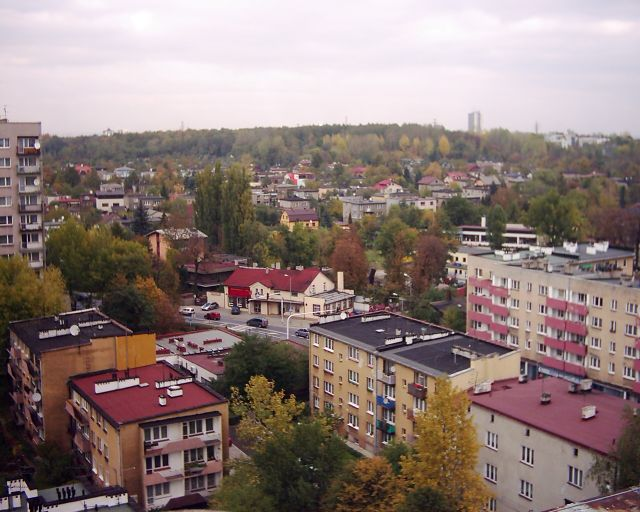
Quang cảnh của Brynów - Phố Brynowska và Công viên Kościuszko

Brynów là một quận ở Katowice, Ba Lan. Nó nằm ở phần trung tâm của Katowice, phía tây nam của trung tâm trực tiếp và được chia thành hai tiểu khu:
- Brynów - Osiedle Zgrzebnioka là tiểu khu phía đông với 7.200 cư dân (năm 2002)
- Brynów - Załęska Hałda là tiểu khu phía tây với 16.800 cư dân (năm 2002)

Brynów (tiếng Đức: Brynow) giáp các quận sau của Katowice: Załęże, Osiedle Paderewskiego - Muchowiec, ródmieście, Ligota - Panewniki, Piotrowice - Ochojec.
Trong số các địa danh của Brynów là:
- Kopalnia Wujek, một than mỏ được gọi là nơi chính phủ của Cộng hòa Nhân dân Ba Lan cách tàn bạo đàn áp công nhân biểu tình trong tháng Mười Hai, năm 1981.
- Công viên Kościuszko, công viên lớn nhất trong thành phố
- Nhà thờ thánh Michael Archangel, nằm trong công viên Kościuszko, là tòa nhà cổ nhất ở Katowice (từ năm 1510)
- Tháp dù, người duy nhất ở Ba Lan, là nơi diễn ra trận chiến trong Cuộc xâm lược Ba Lan

Lịch sử của Brynów, như một ngôi làng, trở lại thế kỷ 15.
Brynów có ga xe lửa riêng. Ngoài ra còn có một số đường chính và một tuyến xe điện.
Có một số trường học, năm nhà thờ và ba siêu thị ở Brynów. Một sân bay dân sự nhỏ gần đó.